# Faisan de Vieillot
Lophura ignita rufa
Sous-espèce
Le Faisan de Vieillot (Lophura ignita rufa) est une sous-espèce du Faisan noble (Lophura ignita). Elle doit son nom à l'ornithologue français Louis Jean Pierre Vieillot.

## Taxonomie
En 2014, elle n'est reconnue comme une espèce à part entière que par une seule autorité taxinomique : Handbook of the Birds of the World, dans son Illustrated Checklist of the Birds of the World.

## Description
Le Faisan de Vieillot mâle a les plumes centrales de la queue blanches, les pattes roses et les parties inférieures blanches, striées de noir bleuâtre. La femelle a la queue brune et les pattes rouges.

## Répartition géographique
Cet oiseau vit en Thaïlande, en Malaisie et à Sumatra.